# ГЕС Р. Л. Гарріс
ГЕС Гарріс – гідроелектростанція у штаті Алабама (Сполучені Штати Америки). Знаходячись перед ГЕС Мартін, становить верхній ступінь каскаду на річці Таллапуса, лівій твірній річки Алабама (дренує південне завершення Аппалачів та після злиття з Томбігбі впадає до бухти Мобіл на узбережжі Мексиканської затоки). 
В межах проекту річку перекрили комбінованою греблею висотою 46 метрів та довжиною 653 метри, яка включає центральну бетонну частину довжиною 348 метрів та бічні насипні ділянки. Крім того, для закриття сідловин на лівобережжі звели дві насипні дамби загальною довжиною 335 метрів. Разом вони утримують витягнуте по долині Таллапуси на 47 км водосховище з площею поверхні 43,1 км2 та об’ємом 524 млн м3 (корисний об’єм 255 млн м3), в якому припустиме коливання рівня у операційному режимі між позначками 234 та 242 метри НРМ. 
Через водоводи діаметром по 8,2 метра ресурс подається до пригреблевого машинного залу,  обладнаного двома турбінами типу Френсіс потужністю по 67,5 МВт, які використовують напір у 38 метрів.